# 王萬祚
王萬祚（1567年—1612年），字君錫，號二固，浙江台州府臨海縣竈籍。明朝政治人物。

## 生平
万历十九年（1591年）辛卯科浙江鄉試第三名舉人，二十三年（1595年）登乙未科进士，刑部觀政，本年十月释褐當塗令，甫至，先问大姓主名，为积害者得若干人，悉法治之，诸豪屏息。革羡耗，严保甲，政声大著。父忧归，服闋，二十七年补河南汝阳县，值邑灾，单车问民疾苦，为请缓岁徵，民感激，急公额赋早足。三十三年行取刑部主事，三十七年擢南福建道御史，以张神武激变事，疏劾四川巡抚乔璧星。弹劾不避权贵，四十年奉差巡视下江，贪墨吏望风避去。所纠皆大僚大奸，而纤屑猥细者置不问，差甫峻而逝。

## 家族
曾祖王文快，義官。祖王孟产。父王應秋，庠生。母陈氏。具庆下。弟萬祺、萬祉（庠生）。